# Мальчицы
Ма́льчицы (укр. Мальчиці) — село в Ивано-Франковской поселковой общине Яворовского района Львовской области Украины.
Население по переписи 2001 года составляло 1098 человек. В 2024 году проживает 897 человек. Занимает площадь 1,54 км². Почтовый индекс — 81077. Телефонный код — 3259.